# Jaap van Veen
Jacob (Jaap) van Veen (Amsterdam, 14 februari 1935) is een Nederlands voormalig voetballer die als middenvelder voor onder andere AFC Ajax en Heracles speelde.

## Biografie
Jaap van Veen was de zoon van Jacob van Veen en Anna Brigitta Nortman. Hij trouwde op 28 december 1957 met Helena Margaretha (Lena) Zegers.
Hij speelde in de jeugd van AFC Ajax, waar hij ook in het tweede, derde en vierde elftal speelde. Hij debuteerde voor Ajax in de Eerste klasse D op 6 maart 1955, in de met 0-0 gelijkgespeelde thuiswedstrijd tegen VVV. Hij speelde in het seizoen 1956/57 één wedstrijd in de Eredivisie, in de met 1-4 gewonnen uitwedstrijd tegen NOAD. Hij kwam als invaller in het veld voor Sjaak Swart. In 1957 vertrok hij naar Heracles, waar hij tot 1962 speelde. Hierna was hij nog als reserve actief bij DWS.

## Statistieken
| Club     | Seizoen | Competitie | Competitie | Beker | Beker | Totaal | Totaal |
| Club     | Seizoen | Wed.       | Dlp.       | Wed.  | Dlp.  | Wed.   | Dlp.   |
| -------- | ------- | ---------- | ---------- | ----- | ----- | ------ | ------ |
| Ajax     | 1954/55 | 5          | 0          | -     | -     | 5      | 0      |
| Ajax     | 1955/56 | 1          | 0          | -     | -     | 1      | 0      |
| Ajax     | 1956/57 | 1          | 0          | -     | -     | 1      | 0      |
| Total    | Total   | 7          | 0          | -     | -     | 7      | 0      |
| Heracles | 1957/58 | 20         | 0          | 0     | 0     | 20     | 0      |
| Heracles | 1958/59 | ?          | ?          | ?     | 0     | ?      | ?      |
| Heracles | 1959/60 | ?          | ?          | -     | -     | ?      | ?      |
| Heracles | 1960/61 | ?          | ?          | ?     | 0     | ?      | ?      |
| Heracles | 1961/62 | ?          | ?          | ?     | 0     | ?      | ?      |
| Total    | Total   | ?          | ?          | ?     | 0     | ?      | ?      |